# U.S. Route 117
La U.S. Route 117 (US 117) est une US Route sud–nord se trouvant entièrement en Caroline du Nord. Comme route auxiliaire de la US 17, la US 117 parcourt 114 miles (183 km) depuis le Port de Wilmington, au sud du centre-ville de Wilmington, jusqu'à la US 301 près de Wilson.

## Description du tracé
La route débute au Port de Wilmington au sud du centre de la ville. Elle se dirige vers l'est puis bifurque vers le nord. Elle traverse la ville et rencontre le terminus est de l'I-40. Elle lui est parallèle alors qu'elle quitte la ville. La US 117 se dirige vers le nord et passe par Burgaw, Wallace, Magnolia, Warsaw et Faison. Dans cette dernière, elle cesse de suivre l'I-40 et se dirige vers le nord-est. Elle passe par Mount Olive avant d'atteindre Goldsboro. À l'ouest de la ville, elle rencontre le terminus sud de l'I-795. Elle lui est parallèle vers le nord alors qu'elle passe par Pikeville et Fremont. Au sud de Wilson, la US 117 prend fin alors qu'elle rencontre la US 301, entre l'I-795 et l'I-587.

## Intersections majeures
Caroline du Nord
 US 421 à Wilmington
 US 17 à Wilmington
 US 74 à Wilmington
 I-40 à Wilmington
 I-40 près de Wallace
 I-40 près de Magnolia
 US 13 à Mar-Mac. Les routes forment un multiplex jusqu'à Goldsboro.
 I-795 à Goldsboro
 US 70 à Goldsboro. Les routes forment un multiplex dans la ville.
 I-42 à Goldsboro
 US 301 près de Wilson